# 1755 Lorbach
1755 Lorbach (1936 VD) là một tiểu hành tinh vành đai chính được phát hiện ngày 8 tháng 11 năm 1936 bởi Marguerite Laugier ở Nice.
Nó được đặt theo tên Anne Lorbach Herget, vợ của nhà thiên văn học Hoa Kỳ Paul Herget.